# 巴列德埃乔
巴列德埃乔，是西班牙阿拉贡自治区韦斯卡省的一个市镇。总面积234平方公里，总人口977人（2001年），人口密度4人/平方公里。